# Batalla de Áth Cliath
La batalla de de Áth Cliath también conocida como batalla de Islandbridge, fue un conflicto armado que tuvo lugar el 14 de septiembre de 919 entre una coalición de reinos de reinos nativos irlandeses, liderados por Niall Glúndub, rey de los Uí Néill del norte y gran rey de Irlanda, contra los vikingos del reino de Dublín de los Uí Ímair, gobernados por Sitric Cáech. Forma parte de una serie de batallas con la intención de expulsar a los extranjeros de Uí Ímair de Irlanda. La batalla fue decisiva para afianzar el poder de los vikingos en la isla, y una clara derrota para los reinos vecinos que perdieron a todos sus reyes en el campo de batalla.

## Precedentes
Los vikingos de Uí Ímair habían sido expulsados de Dublín en el año 902 tras unir fuerzas Máel Finnia mac Flannacán, rey de Brega y Cerball mac Muirecáin, rey de Leinster. La pérdida de Dublín no evitó que los vikingos siguiesen con sus actividades, reforzando y fortificando otros asentamientos como Waterford en 914 y al siguiente año también Limerick.
En 917 dos de los principales caudillos vikingos, Ragnall ua Ímair y Sitric Cáech, nietos de Ímar, encabezan dos flotas por separado. Ragnall desembarca en Waterford y Sitric en Cenn Fuait (Leinster).
Varios reyes de los reinos nativos irlandeses reunieron fuerzas para expulsar a los vikingos de nuevo, entre los que se encontraba Niall Glúndub, rey de Uí Néill del norte y gran rey de Irlanda, y Augaire mac Ailella, monarca del reino de Leinster. Los vikingos vencieron a Niall Glúndub y los Uí Néill en Tipperary, y consiguieron otra victoria en la batalla de Confey contra Augaire mac Ailella y los hombres de Leinster en Cenn Fuait. permitiendo un regreso triunfal en Dublín, nominando a Sitric como rey de la plaza, mientras Ragnall regresó a Inglaterra. 

## Detalles de la batalla
Fue la peor derrota de los reinos nativos contra los vikingos. La crónica Cogad Gaedel re Gallaib menciona que hubo otros nobles y reyes involucrados en la alianza, al menos una docena al margen de Niall Glúndub murieron en la contienda, aunque los anales contemporáneos citan a los seis más notables. Dos de esos notables, fueron los reyes de la dinastía Uí Néill del sur, y Eiremón mac Cennétig, caudillo de los Cenél Maine.
La victoria fortaleció la posición del reino de Dublín, pero no amedrentó la beligerancia de los reinos nativos que todavía tendrían capacidad para enfrentarse a los vikingos al año siguiente, liderados por Donnchad Donn, hermano del rey Conchobar mac Flainn y nuevo gran rey de Irlanda.